# Cyaniris montanaclara
Cyaniris montanaclara är en fjärilsart som beskrevs av Ruggero Verity 1943. Cyaniris montanaclara ingår i släktet Cyaniris och familjen juvelvingar. Inga underarter finns listade i Catalogue of Life.